# عناتا
عناتا (به لاتین: 'Anata) یک روستا در دولت فلسطین است.

## خصوصیات
جمعیت این روستا در حدود ۹,۶۰۰ نفر است.